# Calder Stewart Cycling Series
Les Calder Stewart Cycling Series (anciennement : Benchmark Homes Tour ou Benchmark Homes Series) sont une course cycliste néo-zélandaise disputée tout au long de l'année sur plusieurs épreuves entre mars et octobre, sur l'île du Sud. 
Le principal sponsor de la course est l'entreprise Calder Stewart, impliquée dans le parrainage des championnats de Nouvelle-Zélande depuis près de 20 ans.

## Palmarès

### Élites Hommes
| Année                         | Vainqueur          | Deuxième         | Troisième       |
| Benchmark Homes Series        |                    |                  |                 |
| ----------------------------- | ------------------ | ---------------- | --------------- |
| 2005                          | Brian Fowler       |                  |                 |
| 2006                          | Robin Reid         |                  |                 |
| 2007                          | Paul Odlin         | Hayden Roulston  | Joe Chapman     |
| 2008                          | Chris Nicholson    | Gordon McCauley  | Paul Odlin      |
| 2009                          | Daniel Barry       | Gordon McCauley  | Scott Lyttle    |
| 2010                          | Joshua Atkins (en) | James McCoy      | Scott Lyttle    |
| 2011                          | Sam Horgan         | Brendan Sharratt | Thomas Hubbard  |
| 2012                          | Robin Reid         | Chris Nicholson  | Daniel Barry    |
| 2013                          | Sam Horgan         | Joe Chapman      | Thomas Hubbard  |
| 2014                          | Michael Vink       | Brad Evans       | Daniel Barry    |
| Calder Cycling Stewart Series |                    |                  |                 |
| 2015                          | Sam Horgan         | Luke MacPherson  | Thomas Hubbard  |
| 2016                          | Tim Rush           | Sam Horgan       | Ben Johnstone   |
| 2017                          | Jake Marryatt      | Sam Horgan       | Paul Odlin      |
| 2018                          | Michael Vink       | Paul Odlin       | Kees Duyvesteyn |
| 2019                          | Kees Duyvesteyn    | Hamish Keast     | Paul Odlin      |